# Leviatán (Paul Auster)
Leviatán es una novela de Paul Auster que relata la vida de un misterioso hombre (Benjamin Sachs), contada por su mejor amigo: Peter Aaron, una suerte de alter ego del mismo Paul. 
En esta historia se entrelazan destinos, lo que es común en las historias de Auster, además de la percepción de la vida americana (tanto social como política) y lo complejo de las relaciones humanas.
La novela presenta una prosa ágil, personajes complejos y una trama más cercana al misterio, sin dejar de lado la carga emocional que llena todo el texto.
Sin duda, refleja la primera etapa como escritor de Auster, con similitudes (en cuanto a estilo) más cercanas a la trilogía de Nueva York que a Mr. Vértigo, por ejemplo. 
El personaje pretendidamente perturbador de Maria Turner está inspirado en la artista conceptualista francesa Sophie Calle, de la que el autor toma aspectos y trabajos creativos para el mencionado personaje.

## Sinopsis
Todo comienza con un muerto anónimo. En una carretera de Wisconsin, un día de 1990, a un hombre le estalla una bomba en la mano y vuela en mil pedazos. Pero alguien sabe quién era. Con el FBI pisándole los talones, Peter Aaron decide contar su historia, dar su versión de los hechos y del personaje, antes de que la historia y las mitologías oficiales establezcan para siempre sus falsedades o verdades a medias como absolutas. Y así, Peter Aaron escribirá "Leviatán", la biografía de Benjamin Sachs, el muerto, también escritor y objetor de conciencia encarcelado durante la guerra de Vietnam, desaparecido desde 1986, autor de una novela de juventud que le convirtió fugazmente en un escritor de culto, acaso un asesino, y angustiado agonista de un dilema contemporáneo: ¿literatura o compromiso político?, ¿realidad o ficción?
Pero la biografía es doble —el biógrafo frente al biografiado, como alguien frente a un espejo que le devuelve la imagen de otro— porque es también la de Peter Aaron, para quién Sachs no era sólo un amigo amado y desaparecido, sino también un síntoma de su absoluta ignorancia, un emblema de lo incognoscible. Y porque Peter no sería lo que es si quince años antes no hubiera conocido a Benjamin, ni Benjamin habría cumplido su explosivo destino si en su vida no hubiera aparecido Peter, dando lugar al ineludible, azaroso, laberíntico, austeriano encadenamiento de circunstancias.

## Críticas
- "Una muy inteligente novela policíaca acerca de nuestra sociedad, pero también una ficción fascinante sobre dos escritores, sobre dos concepciones de la literatura" (Mark Illis, The Spectator).
- "Paul Auster escribe con la facilidad y la elegancia de un experimentado jugador de billar y envía un extraño acontecimiento rodando contra otro, en una brillante e inesperada carambola" (Michiko Kakutani, The New York Times).
- "La novela está llena de historias dentro de historias, encadenadas por un argumento que es lineal sólo en apariencia. Un enredo fascinante, escrito con una prosa deliberadamente escueta a pesar de su perfección, tensa como una cuerda de acero que une las brillantes gemas de la narración" (T. Mallon, The Washington Post).
- "Transparente como una luz de invierno, emocionante como una novela policíaca, Leviatán es quizá la novela más hermosa de Paul Auster" (Catherine Argand, Lire).

- Datos: Q1821899